# Nigdy nie jest za późno (album Jacka Kotlarskiego)
Nigdy nie jest za późno – debiutancka płyta wokalisty Jacka Kotlarskiego.  
Wydawnictwo ukazało się 23 kwietnia 2012 r. nakładem Polskiego Radia. Na płycie znajduje się 13 utworów, skomponowanych w większości przez Jacka Kotlarskiego. Album wyprodukowany został przez pianistę, kompozytora i aranżera – Krzysztofa Herdzina.
Na płycie znalazł się całkowicie akustyczny materiał, czerpiący z soulu lat 70. i 80, inspirowany twórczością Quincy Jonesa, Michaela McDonalda czy Stevie Wondera. 

## Lista utworów
1. Twój szczęścia stan
2. W którą stronę zmierza czas
3. Open up to us
4. Nadchodzisz
5. Morning Star
6. Mamy siebie
7. Nie Wymawiaj Się
8. Nigdy nie jest za późno
9. Ostatnia Noc
10. Time To Be Alive
11. Zetrę Każdy Ślad
12. Pocieszenie
13. Ostatnia Noc